# 20.ª etapa del Tour de Francia 2018
La 20.ª etapa del Tour de Francia 2018 consistió en una contrarreloj individual y tuvo lugar el 28 de julio de 2018 entre Saint-Pée-sur-Nivelle y Espelette sobre un recorrido de 31 km y fue ganada por el ciclista neerlandés Tom Dumoulin del equipo Sunweb. El ciclista británico Geraint Thomas del equipo Sky conservó el maillot jaune.

## Clasificación de la etapa
| \| Clasificación de la etapa \| Clasificación de la etapa \| Clasificación de la etapa \| Clasificación de la etapa \| Clasificación de la etapa \| \| Ciclista \| Ciclista \| Equipo \| Tiempo \| \| \| ------------------------- \| ------------------------- \| ------------------------- \| ------------------------- \| ------------------------- \| \| 1.º \| Tom Dumoulin \| Team Sunweb \| 40 min 52 s \| \| \| 2.º \| Chris Froome \| Team Sky \| + 1 s \| \| \| 3.º \| Geraint Thomas \| Team Sky \| + 14 s \| \| \| 4.º \| Michał Kwiatkowski \| Team Sky \| + 50 s \| \| \| 5.º \| Søren Kragh Andersen \| Team Sunweb \| + 51 s \| \| \| 6.º \| Bob Jungels \| Quick-Step Floors \| + 52 s \| \| \| 7.º \| Ilnur Zakarin \| Katusha-Alpecin \| + 1 min 02 s \| \| \| 8.º \| Primož Roglič \| LottoNL-Jumbo \| + 1 min 12 s \| \| \| 9.º \| Marc Soler \| Movistar Team \| + 1 min 22 s \| \| \| 10.º \| Michael Hepburn \| Mitchelton-Scott \| + 1 min 23 s \| \| |                      |                   |              |
| |                      |                   |              |
| Fuente: ProCyclingStats |                      |                   |              |
| Clasificación de la etapa |                      |                   |              |
| Ciclista | Ciclista             | Equipo            | Tiempo       |
| 1.º | Tom Dumoulin         | Team Sunweb       | 40 min 52 s  |
| 2.º | Chris Froome         | Team Sky          | + 1 s        |
| 3.º | Geraint Thomas       | Team Sky          | + 14 s       |
| 4.º | Michał Kwiatkowski   | Team Sky          | + 50 s       |
| 5.º | Søren Kragh Andersen | Team Sunweb       | + 51 s       |
| 6.º | Bob Jungels          | Quick-Step Floors | + 52 s       |
| 7.º | Ilnur Zakarin        | Katusha-Alpecin   | + 1 min 02 s |
| 8.º | Primož Roglič        | LottoNL-Jumbo     | + 1 min 12 s |
| 9.º | Marc Soler           | Movistar Team     | + 1 min 22 s |
| 10.º | Michael Hepburn      | Mitchelton-Scott  | + 1 min 23 s |

## Clasificaciones al final de la etapa

### Clasificación general(Maillot Jaune)
| \| Clasificación general \| Clasificación general \| Clasificación general \| Clasificación general \| Clasificación general \| \| Ciclista \| Ciclista \| Equipo \| Tiempo \| \| \| --------------------- \| --------------------- \| --------------------- \| --------------------- \| --------------------- \| \| 1.º \| Geraint Thomas \| Team Sky \| 80 h 30 min 37 s \| \| \| 2.º \| Tom Dumoulin \| Team Sunweb \| + 1 min 51 s \| \| \| 3.º \| Chris Froome \| Team Sky \| + 2 min 24 s \| \| \| 4.º \| Primož Roglič \| LottoNL-Jumbo \| + 3 min 22 s \| \| \| 5.º \| Steven Kruijswijk \| LottoNL-Jumbo \| + 6 min 08 s \| \| \| 6.º \| Romain Bardet \| AG2R La Mondiale \| + 6 min 57 s \| \| \| 7.º \| Mikel Landa \| Movistar Team \| + 7 min 37 s \| \| \| 8.º \| Daniel Martin \| UAE Team Emirates \| + 9 min 05 s \| \| \| 9.º \| Ilnur Zakarin \| Katusha-Alpecin \| + 12 min 37 s \| \| \| 10.º \| Nairo Quintana \| Movistar Team \| + 14 min 18 s \| \| |                   |                   |                  |
| |                   |                   |                  |
| Fuente: ProCyclingStats |                   |                   |                  |
| Clasificación general |                   |                   |                  |
| Ciclista | Ciclista          | Equipo            | Tiempo           |
| 1.º | Geraint Thomas    | Team Sky          | 80 h 30 min 37 s |
| 2.º | Tom Dumoulin      | Team Sunweb       | + 1 min 51 s     |
| 3.º | Chris Froome      | Team Sky          | + 2 min 24 s     |
| 4.º | Primož Roglič     | LottoNL-Jumbo     | + 3 min 22 s     |
| 5.º | Steven Kruijswijk | LottoNL-Jumbo     | + 6 min 08 s     |
| 6.º | Romain Bardet     | AG2R La Mondiale  | + 6 min 57 s     |
| 7.º | Mikel Landa       | Movistar Team     | + 7 min 37 s     |
| 8.º | Daniel Martin     | UAE Team Emirates | + 9 min 05 s     |
| 9.º | Ilnur Zakarin     | Katusha-Alpecin   | + 12 min 37 s    |
| 10.º | Nairo Quintana    | Movistar Team     | + 14 min 18 s    |

### Clasificación por puntos(Maillot Vert)
| Clasificación por puntos | Clasificación por puntos | Clasificación por puntos | Clasificación por puntos | Clasificación por puntos |
| Ciclista                 | Ciclista                 | Equipo                   | Puntos                   |                          |
| ------------------------ | ------------------------ | ------------------------ | ------------------------ | ------------------------ |
| 1.º                      | Peter Sagan              | Bora-Hansgrohe           | 467 pts                  |                          |
| 2.º                      | Alexander Kristoff       | UAE Team Emirates        | 196 pts                  |                          |
| 3.º                      | Arnaud Démare            | Groupama-FDJ             | 183 pts                  |                          |
| 4.º                      | John Degenkolb           | Trek-Segafredo           | 148 pts                  |                          |
| 5.º                      | Julian Alaphilippe       | Quick-Step Floors        | 134 pts                  |                          |
| 6.º                      | Greg Van Avermaet        | BMC Racing Team          | 134 pts                  |                          |
| 7.º                      | Geraint Thomas           | Team Sky                 | 107 pts                  |                          |
| 8.º                      | Andrea Pasqualon         | Wanty-Groupe Gobert      | 92 pts                   |                          |
| 9.º                      | Daniel Martin            | UAE Team Emirates        | 85 pts                   |                          |
| 10.º                     | Sonny Colbrelli          | Bahrain-Merida           | 82 pts                   |                          |

### Clasificación de la montaña(Maillot à Pois Rouges)
| Clasificación de la montaña | Clasificación de la montaña | Clasificación de la montaña | Clasificación de la montaña | Clasificación de la montaña |
| Ciclista                    | Ciclista                    | Equipo                      | Puntos                      |                             |
| --------------------------- | --------------------------- | --------------------------- | --------------------------- | --------------------------- |
| 1.º                         | Julian Alaphilippe          | Quick-Step Floors           | 170 pts                     |                             |
| 2.º                         | Warren Barguil              | Fortuneo-Samsic             | 91 pts                      |                             |
| 3.º                         | Rafał Majka                 | Bora-Hansgrohe              | 76 pts                      |                             |
| 4.º                         | Geraint Thomas              | Team Sky                    | 74 pts                      |                             |
| 5.º                         | Tom Dumoulin                | Team Sunweb                 | 63 pts                      |                             |
| 6.º                         | Primož Roglič               | LottoNL-Jumbo               | 56 pts                      |                             |
| 7.º                         | Daniel Martin               | UAE Team Emirates           | 41 pts                      |                             |
| 8.º                         | Nairo Quintana              | Movistar Team               | 40 pts                      |                             |
| 9.º                         | Tanel Kangert               | Astana                      | 39 pts                      |                             |
| 10.º                        | Steven Kruijswijk           | LottoNL-Jumbo               | 36 pts                      |                             |

### Clasificación del mejor joven(Maillot Blanc)
| Clasificación del mejor joven | Clasificación del mejor joven | Clasificación del mejor joven | Clasificación del mejor joven | Clasificación del mejor joven |
| Ciclista                      | Ciclista                      | Equipo                        | Tiempo                        |                               |
| ----------------------------- | ----------------------------- | ----------------------------- | ----------------------------- | ----------------------------- |
| 1.º                           | Pierre Latour                 | AG2R La Mondiale              | 80 h 52 min 50 s              |                               |
| 2.º                           | Egan Bernal                   | Team Sky                      | + 5 min 39 s                  |                               |
| 3.º                           | Guillaume Martin              | Wanty-Groupe Gobert           | + 22 min 05 s                 |                               |
| 4.º                           | David Gaudu                   | Groupama-FDJ                  | + 1 h 07 min 18 s             |                               |
| 5.º                           | Daniel Felipe Martínez        | EF Education First-Drapac     | + 1 h 16 min 01 s             |                               |
| 6.º                           | Antwan Tolhoek                | LottoNL-Jumbo                 | + 1 h 16 min 48 s             |                               |
| 7.º                           | Søren Kragh Andersen          | Team Sunweb                   | + 1 h 44 min 10 s             |                               |
| 8.º                           | Stefan Küng                   | BMC Racing Team               | + 1 h 45 min 01 s             |                               |
| 9.º                           | Marc Soler                    | Movistar Team                 | + 1 h 56 min 14 s             |                               |
| 10.º                          | Magnus Cort                   | Astana                        | + 2 h 10 min 13 s             |                               |

### Clasificación por equipos(Classement par Équipe)
| Clasificación por equipos | Clasificación por equipos | Clasificación por equipos | Clasificación por equipos |
| Equipo                    | Equipo                    | Tiempo                    |                           |
| ------------------------- | ------------------------- | ------------------------- | ------------------------- |
| 1.º                       | Movistar Team             | 242 h 05 min 05 s         |                           |
| 2.º                       | Bahrain-Merida            | + 12 min 09 s             |                           |
| 3.º                       | Sky                       | + 31 min 14 s             |                           |
| 4.º                       | Lotto NL-Jumbo            | + 47 min 24 s             |                           |
| 5.º                       | Astana                    | + 1 h 14 min 38 s         |                           |
| 6.º                       | Team Sunweb               | + 1 h 58 min 54 s         |                           |
| 7.º                       | AG2R La Mondiale          | + 2 h 15 min 49 s         |                           |
| 8.º                       | BMC Racing Team           | + 2 h 35 min 45 s         |                           |
| 9.º                       | Quick-Step Floors         | + 3 h 06 min 17 s         |                           |
| 10.º                      | Mitchelton-Scott          | + 3 h 13 min 41 s         |                           |

## Abandonos
Ninguno.